# Joan-Enric Vidiella Bessa
Joan-Enric Vidiella Bessa va néixer el 25 de maig de 1935 a Reus.
Va iniciar els seus estudis en el parvulari de l’escola Maria Cortina de Reus, després al col·legi de Sant Pere Apòstol, fins a l'ingrés al batxillerat en el Instituto Nacional de Enseñanza Media de Reus. A l'institut es va iniciar en el periodisme escrivint articles per la Revista Ecos portaveu dels alumnes.
Director de Manufactures Torrens Gros, S.A. fins al seu tancament. Al 1971 va crear l'empresa Vidiestil, S.A, especialitzada en l'exportació de teixits infantils.
Molt vinculat a l'Associació de Enginyers Industrials de Catalunya de la que va ser President de la Comissió de Cultura.

## Premis
- Vidiestil. S.A. va rebre al 1998 el primer premi a la Internacionalització de la Economia Catalana[4] de la Generalitat de Catalunya
- 1999 Pierre Mauroy li lliurava la Medalla de la Ciutat de Lille[5]

## Obra
- Vidiella Bessa, Joan-Enric. Reus Batxillerat del 1945 al 1952. Instituto Nacional de Enseñanza Media..  Rabassa, arts gràfiques., 2012.
- Vidiella Bessa, Joan-Enric. Ramon Vidiella i Balart. Un home bo. L'advocat dels pobres..  Rabassa, arts gràfiques, 2020.